# كلير آدامز
كلير آدامز هي ممرضة وممثلة كندية، ولدت في 24 سبتمبر 1898 بوينيبيغ في كندا، وتوفيت في 25 سبتمبر 1978 بملبورن في أستراليا.

## وصلات خارجية
- كلير آدامز على موقع IMDb (الإنجليزية)
- كلير آدامز على موقع ألو سيني (الفرنسية)
- كلير آدامز على موقع أول موفي (الإنجليزية)
- كلير آدامز على موقع قاعدة بيانات الأفلام السويدية (السويدية)
- كلير آدامز على موقع قاعدة بيانات الفيلم (الإنجليزية)
- كلير آدامز على موقع كينوبويسك (الروسية)